# 可燃物含水量
凡是能与空气中的氧或其他氧化剂起燃烧化学反应的物质所含水分量占该物质总重量的百分比。可燃物的含水量影响着可燃物达到燃点的速度和可燃物的释放的热量多少，影响到林火的发生、蔓延和强度，是进行森林火灾检测的重要因素。